# Xã West Point, Quận White, Indiana
Xã West Point (tiếng Anh: West Point Township) là một xã thuộc quận White, tiểu bang Indiana, Hoa Kỳ. Năm 2010, dân số của xã này là 381 người.